# Djouraye
Djouraye (auch: Boukar Ousman, Djourai, Djouray, Djourey) ist ein Dorf in der Landgemeinde N’Gourti in Niger.

## Geographie
Das von einem traditionellen Ortsvorsteher (chef traditionnel) geleitete Dorf liegt rund 42 Kilometer südöstlich des Hauptorts N’Gourti der gleichnamigen Landgemeinde und des gleichnamigen Departements N’Gourti, das zur Region Diffa gehört. Zu den weiteren Siedlungen in der Umgebung von Djouraye zählen Métimé im Südwesten und Yogo im Südosten.
Es herrscht das Klima der Sahara vor, mit einer durchschnittlichen jährlichen Niederschlagsmenge von unter 200 mm.

## Bevölkerung
Bei der Volkszählung 2012 hatte Djouraye 320 Einwohner, die in 51 Haushalten lebten. Bei der Volkszählung 2001 betrug die Einwohnerzahl 309 in 55 Haushalten und bei der Volkszählung 1988 belief sich die Einwohnerzahl auf 601 in 106 Haushalten.
Djouraye ist eine der Hauptsiedlungen der ethnischen Gruppen der Tubu und Araber in der Region Diffa, in der sie rund zehn Prozent der Gesamtbevölkerung stellen. Das Dorf ist der Sitz einer aus mehreren Stämmen bestehenden und von einem derde angeführten Tubu-Daza-Gruppierung. Die Bevölkerungsdichte in diesem Gebiet ist gering und liegt bei unter 10 Einwohnern je Quadratkilometer.

## Wirtschaft und Infrastruktur
Die Siedlung liegt in einem Gebiet der Naturweidewirtschaft, wobei vor allem die Rinder- und Schafzucht wirtschaftlich bedeutend sind. Mit einem Centre de Santé Intégré (CSI) ist ein Gesundheitszentrum im Ort vorhanden. Außerdem gibt es eine veterinärmedizinische Station und eine Schule. Das nigrische Unterrichtsministerium richtete 1996 gemeinsam mit dem Welternährungsprogramm der Vereinten Nationen zahlreiche Schulkantinen in von Ernährungsunsicherheit betroffenen Zonen ein, darunter eine für Nomadenkinder in Djouraye.